# Luçan e Adelhac
Luçan e Adelhac (en francès Lussan-Adeilhac) és un municipi francès situat al departament de l'Alta Garona i a la regió d'Occitània.